# Валюкевич Дмитро Геннадійович
Дмитро́ Геннадійович Валюкевич (біл. Дзьмітры Валюкевіч, словац. Dmitrij Vaľukevič; нар. 31 травня 1981, Петрозаводськ) — словацький легкоатлет білоруського походження, стрибун потрійним.

## Біографія
Син радянського атлета Геннадія Валюкевича. Від березня 2005 року виступає за Словаччину.
У вересні 2010 року одружився з російською стрибункою потрійним Вікторією Гуровою. У червні 2011 року в них народився син.

## Кар'єра
| Рік           | Змагання                     | Місто                | Дисципліна        | Місце       | Результат   |
| За Білорусь   | За Білорусь                  | За Білорусь          | За Білорусь       | За Білорусь | За Білорусь |
| ------------- | ---------------------------- | -------------------- | ----------------- | ----------- | ----------- |
| 2003          | Чемпіонат Європи до 23 років | Бидгощ, Польща       | Потрійний стрибок | 1           | 17,57       |
| 2003          | Чемпіонат світу              | Париж, Франція       | Потрійний стрибок | 16 (кв)     | 16,59       |
| 2004          | Чемпіонат світу в приміщенні | Будапешт, Угорщина   | Потрійний стрибок | 4           | 17,22       |
| 2004          | Літня Олімпіада              | Афіни, Греція        | Потрійний стрибок | 30          | 16,32       |
| За Словаччину |                              |                      |                   |             |             |
| 2005          | Чемпіонат світу              | Гельсінкі, Фінляндія | Потрійний стрибок | 10          | 16,79       |
| 2006          | Чемпіонат Європи             | Гетеборг, Швеція     | Потрійний стрибок | 15 (кв)     | 16,67       |
| 2007          | Чемпіонат світу              | Осака, Японія        | Потрійний стрибок | 13 (кв)     | 16,65       |
| 2008          | Чемпіонат світу в приміщенні | Валенсія, Іспанія    | Потрійний стрибок | 5           | 17,14       |
| 2008          | Літня Олімпіада              | Пекін, Китай         | Потрійний стрибок | 14 (кв)     | 17,08       |
| 2009          | Чемпіонат світу              | Берлін, Німеччина    | Потрійний стрибок | 12          | 16,54       |
| 2010          | Чемпіонат світу в приміщенні | Доха, Катар          | Потрійний стрибок | 7           | 16,72       |
| 2010          | Чемпіонат Європи             | Барселона, Іспанія   | Потрійний стрибок | 7           | 16,77       |

## Нагороди
- Чемпіон Словаччини з потрійних стрибків (2005, 2006)
- Чемпіон Словаччини з потрійних стрибків в приміщенні (2005, 2006)
- Чемпіон Словаччини з стрибкив в довжину (2005)